# Список астрономів

## А

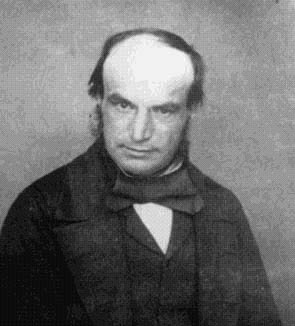
Джон Кауч Адамс

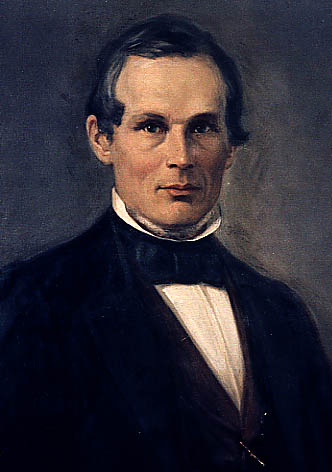
Йонас Ангстрем

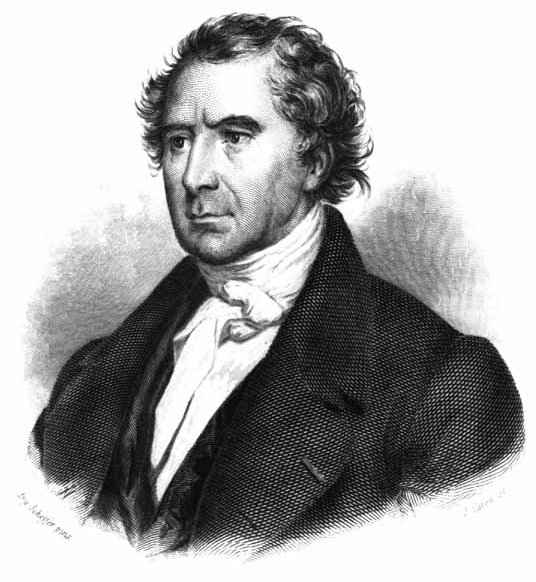
Франсуа Араго

- Абалакін Віктор Кузьмич (* 1930, Одеса) — радянський астроном
- Аббот Чарльз Грілі (або Еббот; 1872—1973) — американський астроном
- Абетті Антоніо (1846—1928) — італійський астроном
- Абетті Джорджо (1882—1982) — італійський астроном, син Антоніо Абетті
- Абу-л-Вафа (940—998) — арабський астроном і математик з Хорасану
- Агекян Татеос Артемійович (1913—2006) — радянський астроном
- Адамс Джон Кауч (1819—1892) — англійський астроном, математик і механік
- Адамс Волтер Сідні (1876—1956) — американський астроном
- Ак Маргеріта (1922—2013) — італійський астроном
- Аксьонов Євген Петрович (1933—1995) — радянський астроном
- Аксентьєва Зінаїда Миколаївна (1900—1969) — український радянський геофізик
- Аль-Баттані (858—929) — арабський астроном і математик
- Аль-Біруні (973—1048) — хорезмський вчений-енциклопедист
- Аллер Лоуренс Г'ю (1913—2003) — американський астроном
- Альбицький Володимир Олександрович (1891—1952) — радянський астроном
- Альфвен Ганнес Олоф Госта (1908—1995) — шведський фізик і астроном, лауреат Нобелівської премії з фізики 1970 року за внесок у розвиток магнітогідродинаміки
- Амбарцумян Віктор Амазаспович (1908—1996) — радянський астрофізик
- Анаксагор (бл. 500—428 до н. е.) — давньогрецький філософ, математик, астроном
- Анаксимандр (бл. 610 до н. е.— 546 до н. е.) — старогрецький математик і філософ
- Ангстрем Андерс Йонас (1814—1874) — шведський астрофізик, один із засновників спектрального аналізу
- Андуає Анрі (1862—1929) — французький астроном і математик
- Антоніаді Ежен Мішель (1870—1944) — французький астроном грецького походження
- Араго Домінік Франсуа Жан́ (1786—1853) — французький учений і політичний діяч каталонського походження
- Аргеландер Фрідріх Вільгельм Август (1799—1875) — німецький астроном
- д'Ареццо Рісторо — італійський історик, астроном 13 століття, ченець
- Арреніус Сванте (1859—1927) — шведський фізик, хімік та астрофізик
- Аріабхата, також Аріабата (476—550) — індійський астроном і математик
- Аристарх Самоський (бл.310 до н. е. — бл.230 до н. е.) — давньогрецький астроном
- Аристотель (384 до н. е. — 322 до н. е.) — давньогрецький вчений-енциклопедист, філософ і логік
- Армстронг Ніл Олден (*1930) — американський астронавт, командир «Аполлона-11», який виконав політ на Місяць
- Аро Гільєрмо (1913—1988) — мексиканський астроном
- д'Аррест Генріх Луї (1822—1875) — німецький і данський астроном
- Ас-Суфі (903—986) — арабський астроном, автор каталогу 1017 зір
- Астапович Ігор Станіславович (1908—1976) — радянський астроном
- Ат-Тусі(1201—1274) — перський учений-енциклопедист
- Ауверс Артур Юліус Георг Фрідріх (1838—1915) — німецький астроном

## Б

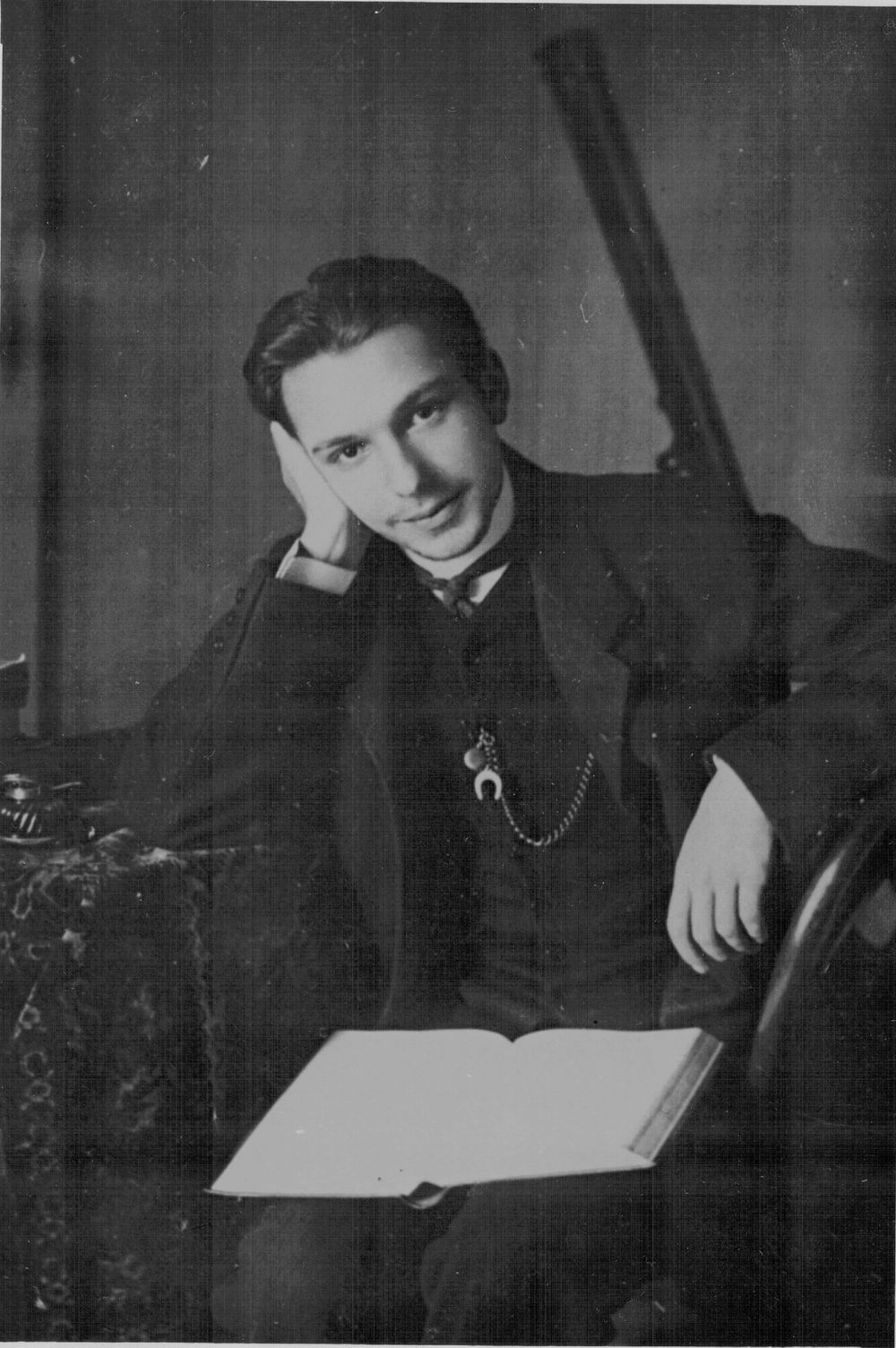
Микола Барабашов

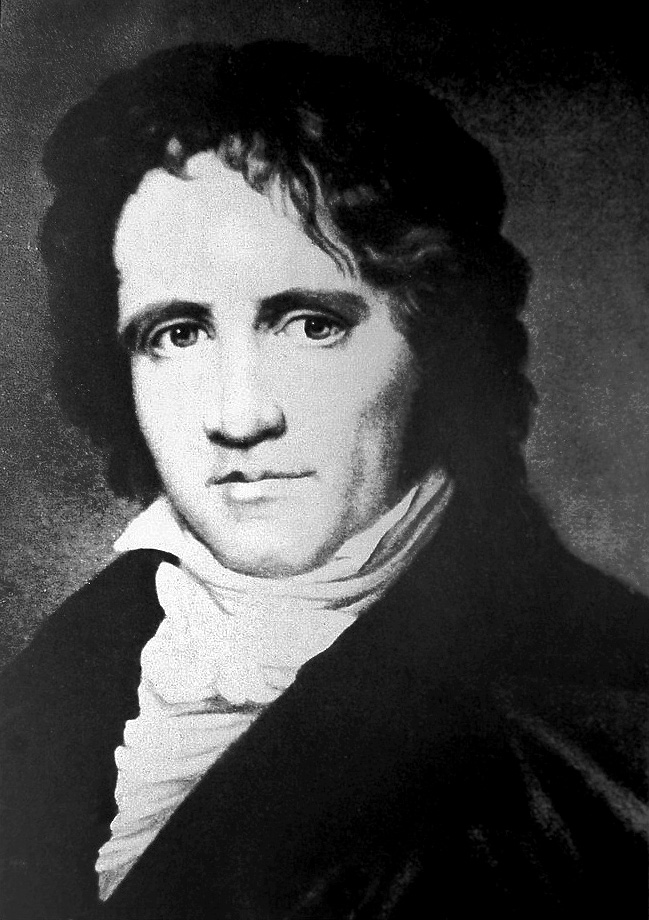
Фрідріх Бессель

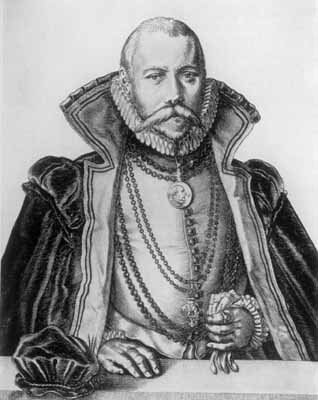
Тихо Браге

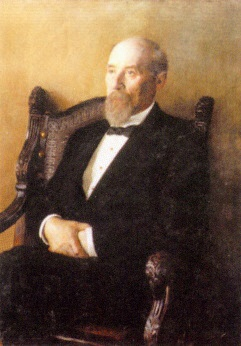
Федір Бредіхін

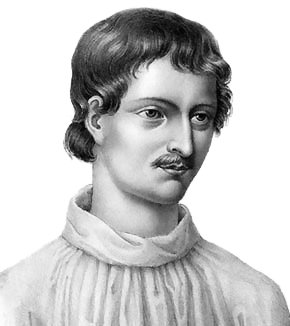
Джордано Бруно

- Бааде Вільгельм Генріх Вальтер (1893—1960) — німецький астроном
- Бабаджанов Пулат Бабаджанович (*1930) — радянський астроном, академік АН Таджикистану
- Баєр Йоганн (нім. Johann Bayer; 1572—1625) — німецький астроном і юрист
- Байї Жан-Сільвен (1736—1793) — діяч французької революції 1789—1793, астроном
- Балясний Василь Олександрович (1862—1911) — український фізик, астроном, громадський діяч, редактор газети «Полтавський вісник»
- Баклунд Оскар Андрійовичд (1846—1916) — шведський і російський астроном
- Банахевич Тадеуш (1882—1954) — польський астроном і математик
- Барабашов Микола Павлович (1894—1971) — український астроном, академік АН УРСР
- Барнард Едвард Емерсон (1857—1923) — американський астроном
- Бархатова Клавдія Олександрівна (1917—1990) — радянський російський астроном
- Баттіста Річчолі Джованні (1598—1671) — італійський астроном
- Батраков Юрій Васильович (*1926) — радянський астроном і механік
- Бейлі Франсис (1774—1844) — англійський астроном
- Бєлопольський Аристарх Аполлонович (1854—1934) — російський і радянський астрофізик
- Бєлявський Сергій Іванович (1883—1953) — радянський астроном
- Бербідж Джеффрі Рональд (*1925) — англійський астроном
- Бербідж Елінор Маргарет (*1919) — англійський астроном, дружина Джеффрі Бербіджа
- Бернгем Шерберн Веслі (1838—1921) — американський астроном
- Бессель Фрідріх Вільгельм (1784—1846) — німецький астроном, математик і геодезист
- Бечварж Антонін (1901—1965) — чеський метеоролог і астроном
- Білз Карлайл Сміт (1899—1979) — канадський астроном
- Бірман Людвиг Франц Бенедикт (1907—1986) — німецький астроном
- ван Бісбрук Джордж (1880—1974) — бельгійсько-американський астроном
- Блаау Адріан (*1914) — голландський астроном
- Блажко Сергій Миколайович (1870—1956) — радянський астроном
- Бобровников Микола Федорович (1896—1988) — американський астроном українського походження
- Бовен Айра Спрейг (1898—1973) — американський фізик і астроном
- Богородський Олександр Федорович (1907—1984) — радянський астроном
- Боде Йоганн Елерт (1747—1826) — німецький астроном
- Бок Барт Ян (1906—1983) — американський астроном
- Болтон Джон Гейтенбі (1922—1993) — британсько-встралійський астроном
- Бонд Джордж Філліпс (1825—1865) — американський астроном, син Вільяма Кренч Бонда
- Бонд Вільям Кренч (1789—1859) — американський астроном, засновник Гарвардської обсерваторії
- Бонєв Нікола Іванов (1898—1979) — болгарський астроном
- Бореллі Альфонс Луї Ніколя (1842—1926)) — французький астроном.
- ван ден Бос Віллем Гендрик (1896—1974) — нідерландський астроном
- Босс Льюїс (1846—1912) — американський астроном
- Бошкович Руджер Йосип (1711—1787) — хорватський натурфілософ, математик і астроном
- Боярчук Олександр Олексійович (*1931) — радянський і російський астроном
- Браге Тихо (1546—1601) — данський астроном, астролог і алхімік
- Братійчук Мотря Василівна (1927—2001) — український астроном, професор кафедри оптики Ужгородського університету
- Брадлей Джеймс (1693—1762) — англійський астроном
- Брамагупта (Брахмагупта; *598 — †668) — індійський математик і астроном.
- Брауде Семен Якович (1911—2003) — український радіофізик і радіоастроном
- Браун Роберт Генбері (1916—2002) — англо-австралійський радіоастроном і фізик
- Браун Ернест Вільям (1866—1938) — англо-американський астроном і математик
- Брауер Дірк (1902—1966) — голландсько-американський астроном
- Бредіхін Федір Олександрович (1831—1904) — російський астроном
- Брукс Вільям Роберт (1844—1922) — американський астроном
- Брумберг Віктор Олександрович (*1933) — радянський астроном
- Бруно Джордано (1548—1600) — італійський філософ, математик, астроном і поет
- Брюс Яків Вилимович (1669—1735) — російський державний діяч, військовий і вчений
- Бугославська Євгенія Яківна (1899—1960) — радянський астроном
- Бебкок Горес Велкам (1912—2003) — американський астроном, син Г. Д. Бебкока
- Бебкок Гарольд Ділос (1882—1968) — американський астроном

## В

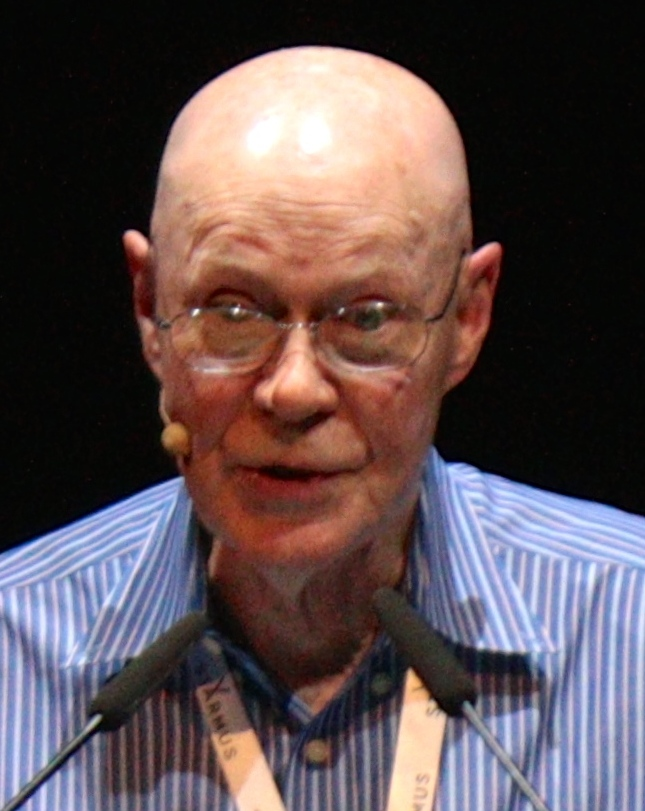
Роберт Вудро Вільсон

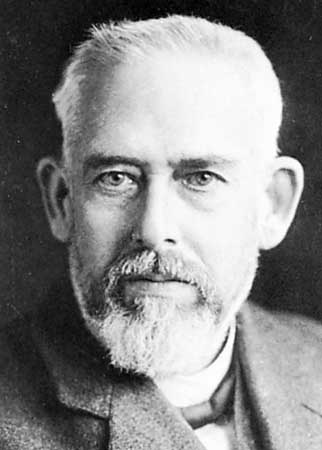
Макс Вольф

- Ван Аллен Джеймс Альфред (1914—2006) — американський фізик і астрофізик, відомий відкриттям радіаційних поясів Землі
- Ван-Бісбрук Джордж (1880—1974) — бельгійсько-американський астроном
- Ваніні Джуліо Чезаре (1585—1619) — італійський філософ-пантеїст, прихильник учення Миколи Коперника
- Вашакідзе Михайло Олександрович (1909—1956) — грузинський радянський астроном
- Виноградов Олександр Павлович (1895—1975) — радянський геохімік, віце-президент АН СРСР
- Вільдт Руперт (1905—1976) — німецько-американський астроном
- Вільєв Михайло Анатолійович (1893—1919) — російський астроном
- Вільсон Роберт Вудро (1936) — американський фізик і радіоастроном
- Віппл Фред Лоуренс (1906—2004) — американський астроном
- Віткевич Віктор Вітольдович (1917—1972) — радянський радіоастроном
- Вишневський Вікентій Карлович (1781—1855) — російський астроном і картограф
- де Вокулер Жерар Анрі (1918—1995) — французький астроном
- Вольф Максиміліан Франц Йозеф Корнеліус, або Макс Вольф (1863—1932) — німецький астроном
- Вольф Рудольф (1816—1896) — швейцарський астроном, фахівець з дослідження сонячних плям і з історії астрономії
- Воронцов-Вельямінов Борис Олександрович (1904—1994) — радянський астроном, член-кореспондент Академії педагогічних наук СРСР
- Ворошилова-Романська Софія Василівна (1886—1969) — радянський астроном.
- Востоков Іван Анатолійович (1840—1898) — російський астроном
- Всехсвятський Сергій Костянтинович (1905—1984) — радянський астроном
- Вуллі Річард (1906—1986) — англійський астроном
- Вяйсяля Ірйо (1891—1971) — фінський астроном і геодезист

## Г

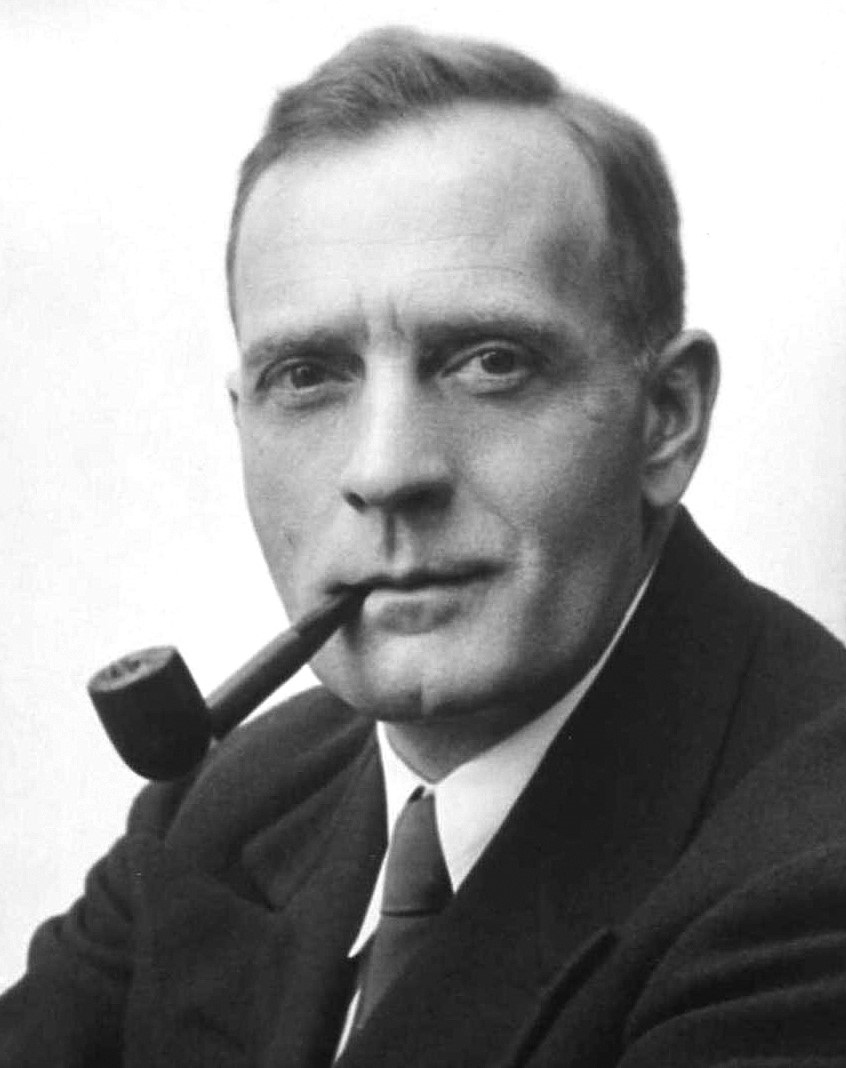
Едвін Габбл

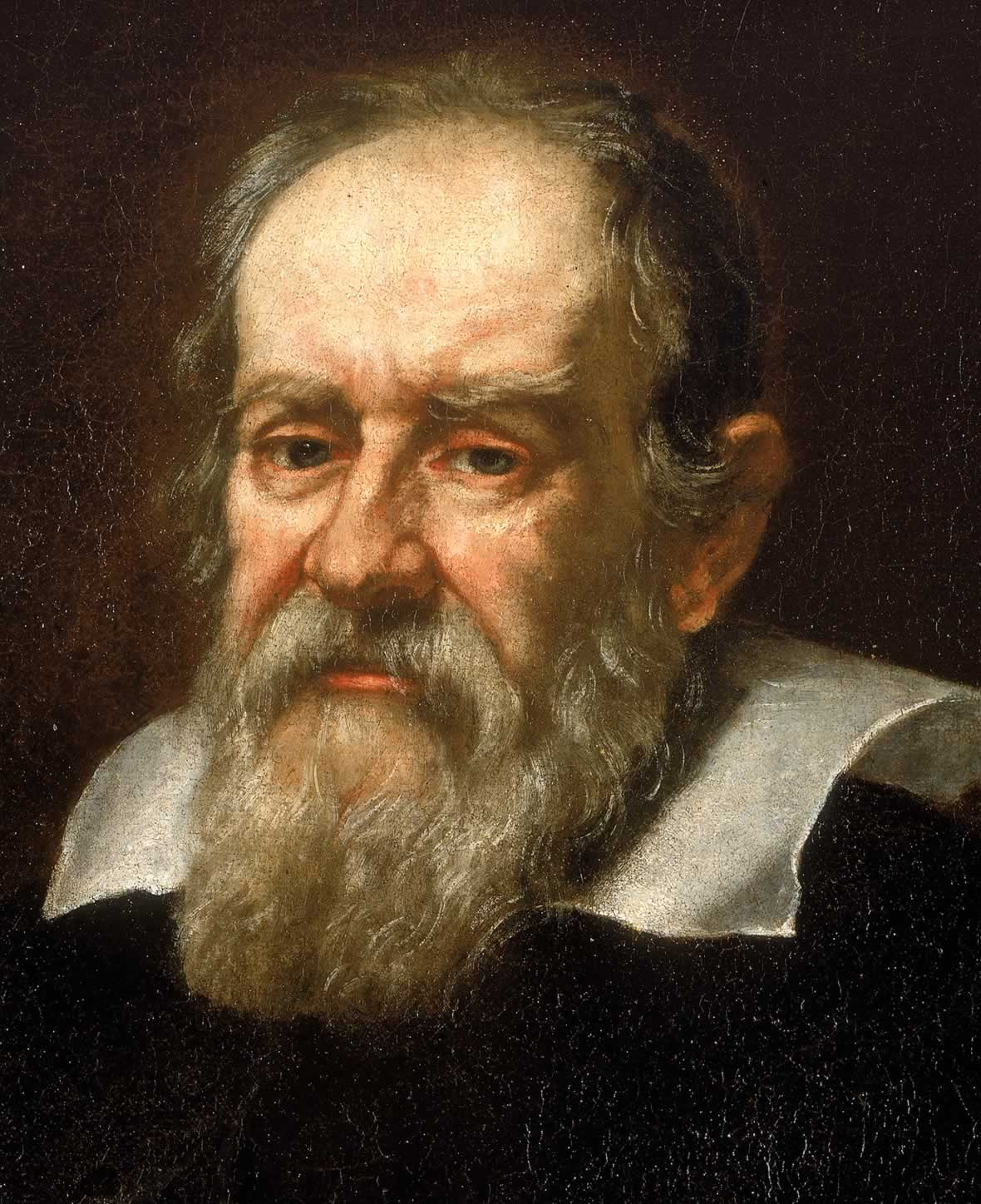
Галілей

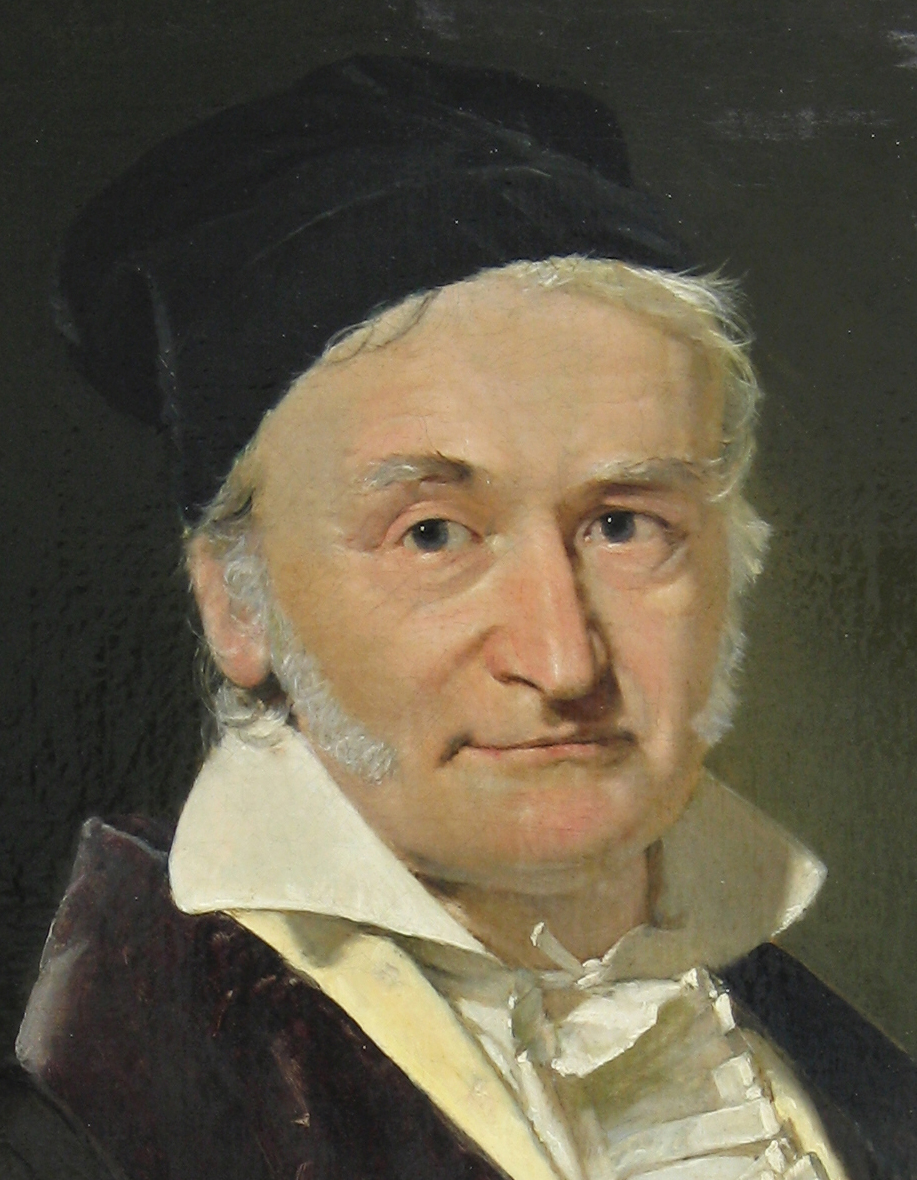
Гаус

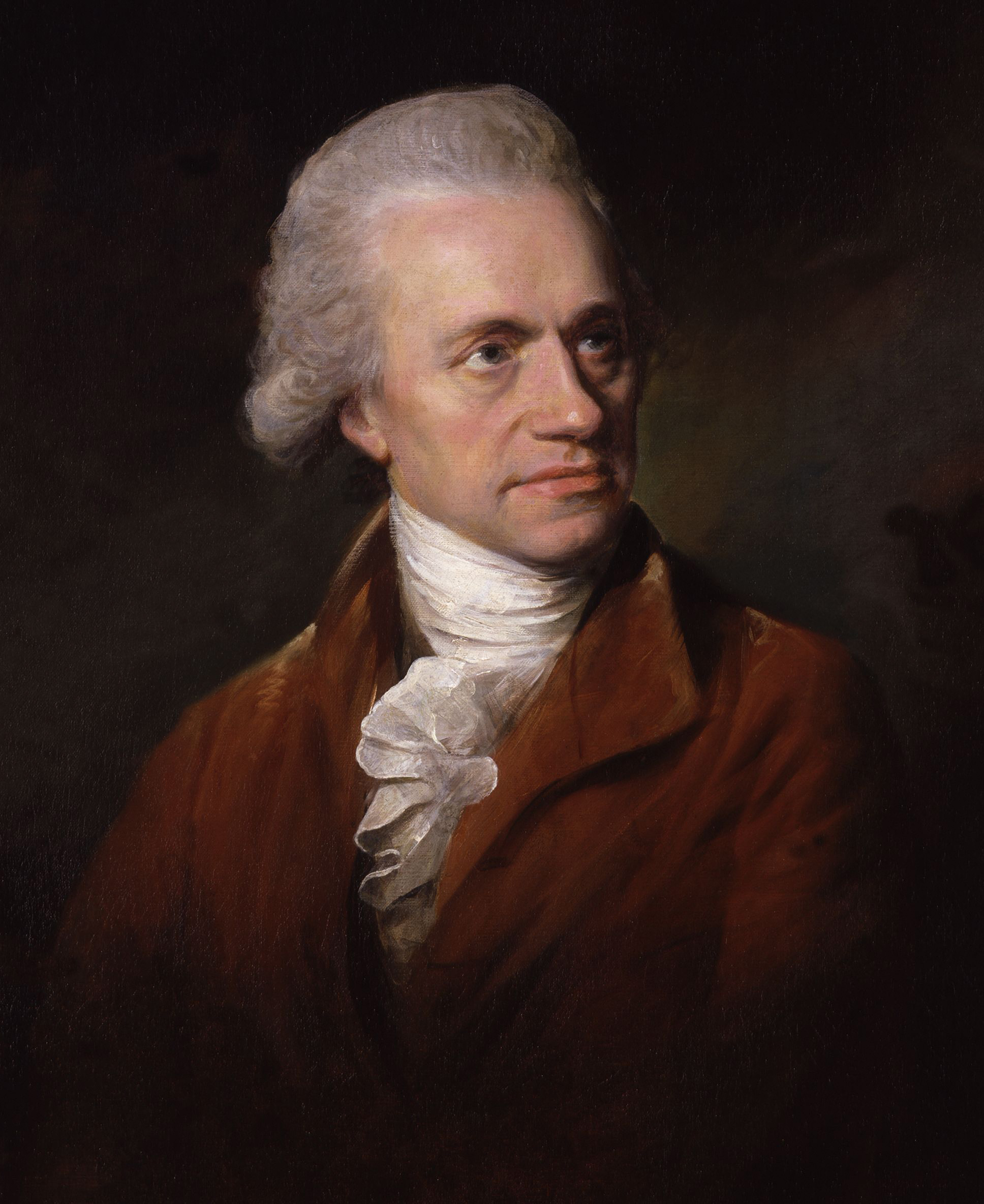
Вільям Гершель

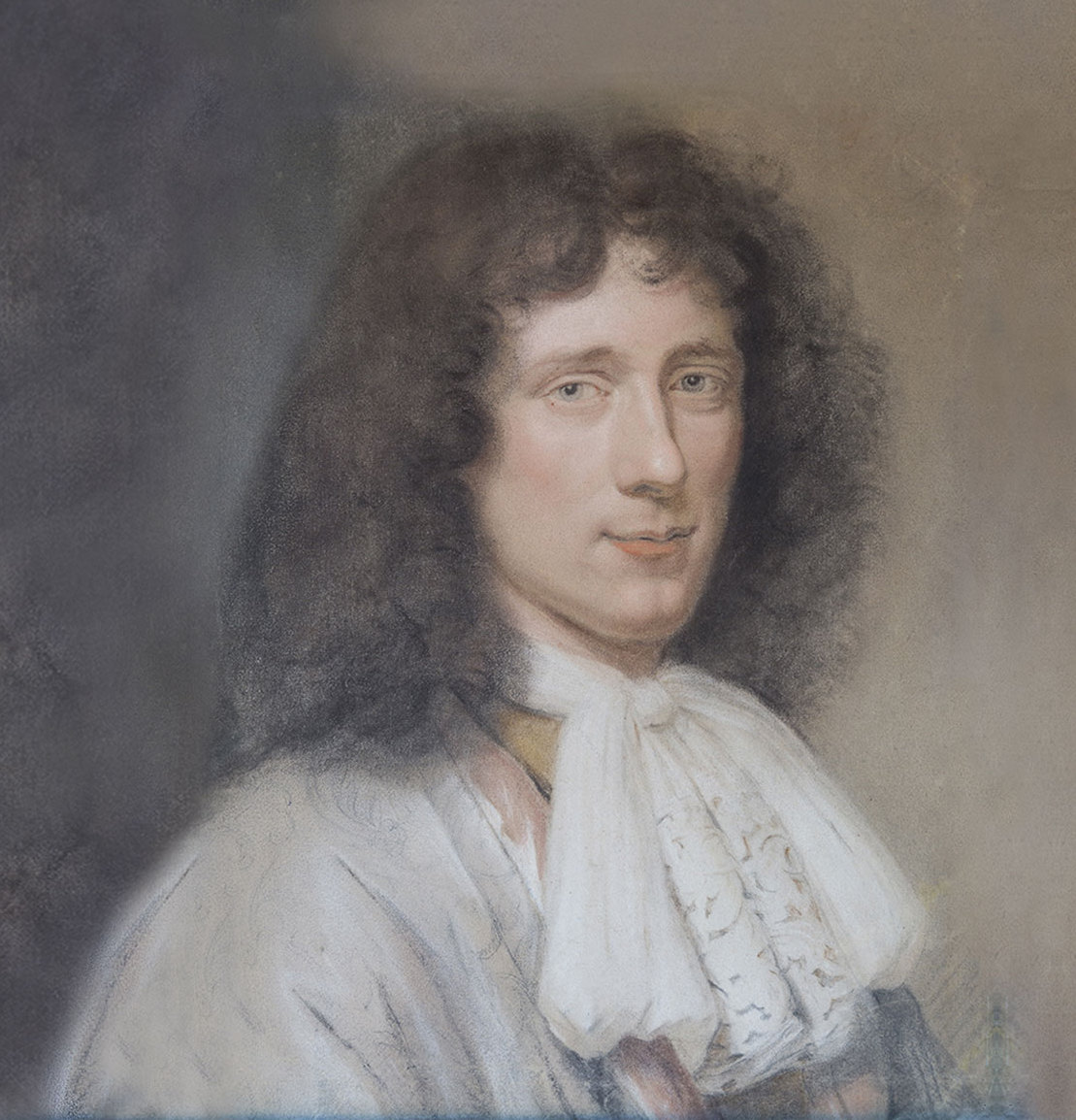
Гюйгенс

- Габбл Едвін Павелл (1889—1953) — американський астроном; дослідник галактик
- Гаврилов Ігор Володимирович (1928—1982) — радянський астроном
- Гагарін Юрій Олексійович (1934—1968) — перший у світі космонавт
- Гаґґінс Вільям (1824—1910) — англійський астроном
- Газе Віра Федорівна (1899—1954) — радянський астроном
- Гайнд Джон Рассел (1823—1895) — англійський астроном
- Галілей Галілео (1564—1642) — італійський мислитель, засновник класичної механіки, фізик, астроном, математик, один із засновників сучасного експериментально-теоретичного природознавства, поет і літературний критик
- Галлей Едмонд (1656—1742) — англійський астроном і геофізик
- Гамов Джордж (Георгій Антонович) (1904—1968) — американський фізик-теоретик, космолог
- Ганзен Петер Андреас (1795—1874) — дансько-німецький астроном і геодезист
- Ганський Олексій Павлович (1870—1908) — російський астроном
- Гардінг Карл Людвіг (1765—1834) — німецький астроном
- Гартман Йоганнес Франц (1865—1936) — німецький, згодом аргентинський астроном
- де Гаспаріс Аннібале (1819—1882) — італійський астроном
- Гассенді П'єр (1592—1655) — французький філософ, астроном, математик и механік
- Гаус Карл Фрідріх (1777—1855) — німецький математик, фізик, геодезист та астроном
- Гевелій Ян (1611—1687) — польський астроном
- Гедеонов Дмитро Данилович (1854—1908) — російський геодезист і астроном
- Гей Джеймс Стенлі (1909—2000) — англійська радіоінженер, один з піонерів радіоастрономії
- Гейл Джордж Еллері (1868—1938) — американський сонячний астроном
- Гекман Отто (1901—1983) — німецький астроном
- Гераклід Понтійський (IV ст. до н. е.) — давньогрецький філософ, космолог і історик, автор багатьох творів з етики
- Герасименко Світлана Іванівна (1945 —) — український і таджицький астроном, відкривач комети Чурюмова-Герасименко
- Герасимович Борис Петрович (1889—1937) — український радянський астроном, астрофізик
- Гербіґ Джордж Говард (1920—2013) — американський астроном
- Герцшпрунг Ейнар (1868—1921) — данський астроном
- Гершберг Роальд Євгенович (*1933) — радянський астроном
- Гершель Вільям (Фридрих Вильгельм) (1738—1822) — англійський астроном німецького походження, композитор
- Гершель Джон Фредерік Вільям (1792—1871) — англійський математик, астроном, хімік, фотограф, ботанік, син Вільяма Гершеля
- Гершель Кароліна Лукреція (1750—1848) — англійський астроном, сестра і помічниця Вільяма Гершеля
- Гипатія (Іпатія з Александрії) (370—415) — філософ, математик і астроном
- Гілтнер Вільям Альберт (1914—1991) — американський астроном
- Гінзбург Віталій Лазарович (1916—2009) — радянський і російський фізик-теоретик, лауреат Нобелівської премії з фізики (2003)
- Гіппарх (близько 190 до н. е. — після 126 до н. е.) — давньгрецький астроном
- Глазенап Сергій Павлович (1848—1937) — російський і радянський астроном
- Гневишев Мстислав Миколайович (1914—1992) — радянський астроном
- Го Шоуцзин
- Годдард Роберт Гатчинз (1882—1945) — американський фізик і інженер, один з піонерів ракетної техніки
- Гокінг Стівен (*1942) — британський фізик-теоретик, астрофізик
- Голдберг Лео (1913—1987) — американський астроном
- Голіцин Георгій Сергійович (*1935) — російський радянський геофізик і астроном
- Гольмберг Ерік Бертиль (1908—2000) — шведський астроном
- Горбацький Віталій Герасимович (1920—2005) — радянський астроном
- Горрокс Джерімая (1618—1641) — англійський астроном
- Гоффмейстер Куно (1892—1968) — німецький астроном
- Гребеников Євген Олександрович (*1932) — радянський астроном
- Грінстейн Джессі Леонард (1909—2002) — американський астроном
- Гулд Бенджамін Апторп (1824—1896) — американський астроном
- ван де Гулст Гендрик Кристофель (1918—2000) — голландський астроном
- Гуртовенко Ернест Андрійович (1928—1994) — провідний спеціаліст у галузі фізики Сонця, професор, доктор фізико-математичних наук, один із перших наукових співробітників Головної астрономічної обсерваторії НАН України
- Гусєв Матвій Матвійович (1826—1866) — російський астроном
- Гутник Пауль (1879—1947) — німецький астроном
- Г'юїш Ентоні (1924) — англійський радіоастроном, нобклівський лауреат 1974 за відкриття пульсарів
- Гюйгенс Християн (1629—1695) — нідерландський фізик, механік, математик і астроном

## Ґ

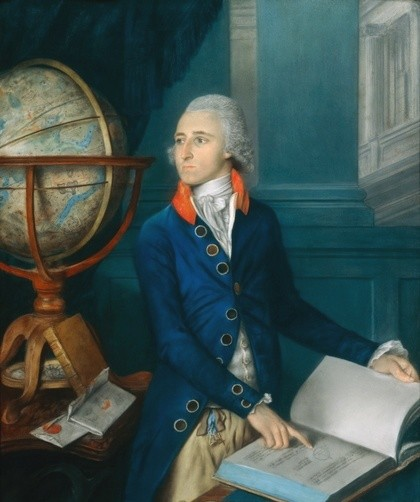
Джон Ґудрайк

- Ґалле Йоганн Готфрид (1812—1910) — німецький астроном
- Ґілл Девід (1843—1914) — шотландський астроном
- Ґіно Бернар (*1925) — французький астроном
- Ґолд Томас (1920—2004) — австрійсько-американський астроном
- Ґрем-Сміт Френсіс (*1923) — англійський астроном
- Ґудрайк Джон (1764—1786) — англійський астроном

## Д
- Д'Азамбюжа Люсьєн Анрі (1884—1970) — французький астроном
- Д'Аламбер Жан Лерон (1717—1783) — французький енциклопедист, фізик, математик, астроном
- Д'Аррест Генріх Луї (1822—1875) — німецький і данський астроном
- Данжон Андре Луїс (1890—1967) — французький астроном
- Дарвін Джордж Говард (1845—1912) — англійський астроном і математик, син Чарльза Дарвіна
- Де Сіттер Віллем (1872—1934) — голландський астроном
- Де Ягер Корнеліс (*1921) — голландський астроном
- Дейч Армін Джозеф (1918—1969) — американський астроном
- Дейч Олександр Миколайович (1899—1986) — радянський астроном
- Декарт Рене (Картезій) (1596—1650) — французький філософ, фізик, фізіолог, математик, астроном
- Деламбр Жан Батист (1749—1822) — французький астроном і геодезист
- Деландр Анрі Александр (1853—1948) — французький астроном
- Деліль Жозеф Нікола (1688—1768) — французький астроном і картограф
- Делоне Шарль Ежен (1816—1872) — французький астроном і математик
- Дельпорт Ежен Жозеф (1882—1955) — бельгійський астроном
- Детре Ласло (1906—1974) — угорський астроном
- Джакконі Ріккардо (*1931) — американський астрофізик
- Джеффріс Гарольд (1891—1989) — англійський геофізик, метеоролог, астроном, математик і статистик
- Джинс Джеймс Гопвуд (1877—1946) — англійський астроном, фізик і математик
- Джой Альфред Гаррісон (1882—1973) — американський астроном
- Джонсон Гарольд Лестер (1921—1980) — американський астроном
- Джонс Гарольд Спенсер (1890—1960) — англійський астроном
- Джексон Джон (1887—1958) — шотландський астроном
- Джунь Йосип Володимирович (1940-) — український математик, геодезист та астроном
- Диченко Михайло Петрович (1863—1932) — український радянський астроном
- Днепровський Микола Іванович (1887—1944) — радянський астроном
- Добровольський Олег Васильович (1914—1989) — радянський астроном
- Дольфюс Одуен Шарль (1924—2010) — французький астроном
- Домбровський Віктор Олексійович (1913—1972) — радянський астроном
- Донаті Джованні Баттиста (1826—1873) — італійський астроном
- Доннер Андерс Северин (1854—1938) — фінський астроном
- Драшусов Олександр Миколайович (1816—1890) — російський астроном і літератор
- Дреєр Йоган Людвіг Еміль (1852—1926) — ірландський астроном данського походження
- Дрейпер Генрі (1837—1882) — американський астроном
- Дрогобич Юрій (Котермак) (1450—1494) — український філософ, астроном, астролог, перший український доктор медицин
- Дубошин Георгій Миколайович (1904—1986) — радянський астроном
- Дубяго Дмитро Іванович (1849—1918) — російський астроном
- Дубяго Олександр Дмитрович (1903—1959) — російський радянський астроном
- Дьоллен Вільгельм Карлович (1820—1897) — російський астроном

## Е
- Евдокс Кнідський (бл.408 до н. е. — бл. 355 до н. е.) — давньогрецький математик і астроном
- Евктемон (бл. 430 до н. е.) — давньогрецький астроном
- Еддінгтон Артур Стенлі (1882—1944) — англійський астрофізик
- Ейгенсон Моріс Семенович (1906—1962) — радянський астроном
- Ейткен Роберт Грант (1864—1951) — американський астроном
- Ейлер Леонард (1707—1783) — швейцарський математик, фізик та астроном
- Ейнасто Яан Ельмарович (1929) — естонський астроном
- Ейнштейн Альберт
- Ейхгорн Генріх Карл (1927—1999) — австрійський і американський астроном
- Елліот Джеймс (1943—2011) — американський астроном
- Еллісон Мервін Арчдел (1909—1963) — ірландський астроном
- Емден Роберт (1862—1940) — швейцарський астрофізик
- Енгельгардт Василь Павлович (1828—1915) — російський астроном і громадський діяч
- Енке Йоганн Франц (1791—1865) — німецький астроном
- Епік Ернст Юліус (1893—1985) — естонський астроном
- Ератосфен (бл. 275—194 до н. е.) — давньогрецький вчений
- Ері Джордж Бідделл (1801—1892) — англійський астроном

## Є
- Єртов Іван Данилович (1777—1828) — російський письменник і аматор-астроном

## Ж
- Жансен П'єр Жюль Сезар
- Жардецький Венчеслав Сигизмундович (1896—1962) — вчений в галузі астрономії, небесної механіки та геофізики (США)
- Железняков Володимир Васильович
- Жонголович Іван Данилович
- Журавльова Людмила Василівна (1946-) — відомий радянський та український астроном

## З
- Занстра Герман (1894—1972) — голландський астроном
- Звєрєв Митрофан Степанович (1903—1991) — радянський астроном і астрометрист
- Зелігер Гуґо (1849—1924) — німецький астроном
- Зельдович Яків Борисович (1914—1987) — радянський фізик, фізико-хімік та астрофізик
- Зельманов Абрам Леонідович (1913—1987) — радянський астроном
- Зонн Влодзімеж (1905—1975) — польський астроном

## І
- Ібн ал-Хайсам
- Ібн Юніс
- Іванов Олександр Олександрович
- Іванов Всеволод Володимирович
- Івановська Вільгельміна
- Ідельсон Наум Ілліч
- Ідліс Григорій Мойсейович
- Ікаунієкс Яніс Янович
- Іннес Роберт Торберн Ейтон
- Іноходцев Петро Борисович
- Іоаннісіані Баграт Костянтинович
- Ісленьєв Іван Іванович
- І Сін

## К
- Каврайський Володимир Володимирович (1884—1954) — російський радянський астроном, геодезист і картограф
- Казаков Сергій Олексійович (1873—1936) — російський і радянський астроном
- Казимирчак-Полонська Олена Іванівна
- Каліпп Кізікський (370 до н. е.—300 до н. е.) — давньогрецький астроном
- Камінський Міхал (1879—1973) — російський і польський астроном
- ван де Камп Пітер (1901—1995) — голландський і американський астроном
- Кант Іммануїл (1724—1804), німецький філософ, космогоніст
- Каплан Самуїл Аронович (1921—1978) — радянський астроном
- Каптейн Якобус Корнеліус (1851—1922) — голландський астроном
- Кардашов Микола Семенович (*1932) — російський астроном
- Карл Вільгельм Валентинер (1845—1931) — німецький астроном
- Кассегрен Лоран (1629—1693) — французький католицький священик і фізик; запропонував оптичну схему телескопа, що носить його ім'я
- Кассіні Джовані Доменіко (1625—1712) — італо-французький астролог, астроном і інженер
- Кассіні Жак (1677—1756), французький астроном, син Джованні Доменіко Кассіні
- Келдиш Мстислав Всеволодович (1911—1978) — радянський математик та механік, головний теоретик космонавтики
- Кемпбелл Вільям Воллес (1862—1938) — американський астроном
- Кеннон Енні Джамп (1863—1941) — американський астроном
- Кеплер Йоганн (1571—1630) — німецький філософ, математик, астроном, астролог і оптик
- Керес Гаральд (*1912) — естонський і радянський фізик і астроном
- Керрінгтон Річард Кристофер (1826—1875) — англійський астроном
- Кертіс Гебер (1872—1942) — американський астроном
- Кілер Джеймс Едвард (1857—1900) — американський астрофізик
- Кімура Хісасі (1870—1943) — японський астроном
- Кіппер Аксель Янович (1907—1984) — естонський радянський астроном
- Кирик Новгородець
- Кірквуд Даніел (1814—1895) — американський астроном
- Кірхгоф Густав Роберт (1824—1887) — німецький фізик, оптик і астрофізик, заклав основи спектрального аналізу
- Кларк Алван (1804—1887) — американський конструктор-оптик і астроном
- Кларк Алван Грейам
- Кларк Джордж Бассетт
- Клейн Герман Йозеф (1844—1914) — німецький астроном і метеоролог
- Клеменс Джералд Моріс (1908—1974) — американський астроном
- Клеро Алексіс Клод (1713—1765) — французький математик, геометр, астроном і геодезист
- Климишин Іван Антонович (*1933) — український і радянський астроном
- Ковалевська Софія Василівна
- Ковалевський Жан
- Ковальський (Войтехович) Маріан Альбертович
- Коджа Жером(1849—1919) французький астроном корсиканського походження.
- Козирєв Микола Олександрович (1908—1983) — радянський астроном-астрофізик
- Койпер Джерард Петер (1905—1973) — нідерландський і американський астроном
- Комас Сола Хосе (1868—1937) — іспанський каталонський астроном
- Кононович Олександр Костянтинович (1850—1910) — український астроном
- Копал Зденек
- Коперник Микола
- Копилов Іван Михейович
- Корольов Сергій Павлович
- Кортацці Іван Єгорович (1837—1903) — український астроном часів Російської імперії
- Костинський Сергій Костянтинович
- Котельников Володимир Олександрович
- Красовський Феодосій Миколайович
- Крат Володимир Олексійович
- Кресак Любор
- Крінов Євген Леонідович (1906—1984) — радянський дослідник метеоритів
- Крістіансен Вілбер Норман (1913—2007) — австралійський астроном
- Крилов Олексій Миколайович
- Ксантакіс Янніс Нікіта
- Кудер Андре Жозеф Александр
- Кузмін Григорій Григорович
- Кузьмін Аркадій Дмитрович
- Кукаркін Борис Васильович
- Кулик Леонід Олексійович
- Куликов Дмитро Кузьмич
- Куликов Костянтин Олексійович
- Куликовський Петро Григорович

## Л
- Лавелл Бернард (*1913) — англійський астроном
- Лагранж Жозеф Луї (1736—1813) — італійський математик, фізик і астроном
- Лакайль Нікола Луі (1713—1762) — французький астроном, геодезіст та картограф
- Лаланд Жозеф Жером ле Франсуа (1732—1807) — французький астроном
- Лальман Андре (1904—1978) — французький астроном
- Ламберт Йоганн Генріх (1728—1777) — німецький фізик, астроном, математик і філософ
- Ламонт Йоганн (1805—1879) — німецький астроном і геофізик
- Лаплас П'єр Симон (1749—1827) — французький математик і астроном
- Ласселл Вільям (1799—1880) — англійський астроном
- Лебединський Олександр Гнатович (1913—1967) — радянський астрофізик
- Левер'є Урбен Жан Жозеф (1811—1877) — французький астроном
- Левін Борис Юлійович (*1912) — радянський астроном
- Левицький Григорій Васильович (1852—1917) — російський астроном
- Леду Поль (1914—1988) — бельгійський астроном
- Лейтен Віллем Якоб (1899—1994) — голландсько-американський астроном
- Лексель Андрій Іванович (Anders Johan Lexell; 1740—1784) — щведсько-російський астроном, математик і фізик
- Леметр Жорж (1894—1966) — бельгійський католицький священик, астроном і математик
- Лемох Іґнац (Lemoch Ignác Vojtěch; (1802—1875) — чеський і австрійський математик, астроном і геодезист
- Ленглі Семюел (1834—1906) — американський астроном, фізик і піонер авіації
- Леонов Олексій Архипович
- Липський Юрій Наумович (1909—1978) — радянський астроном
- Лівітт Генрієтта Свон (1868—1921) — американський астроном
- Ліндблад Бертіл (1895—1965) — шведський астроном
- Лінк Франтішек (1906—1984) — чеський астроном
- Лінник Володимир Павлович (1889—1984) — радянський оптик
- Ліо Бернар (1897—1952) — французький астроном
- Літнарович Руслан Миколайович (1947 —) — український геодезист, астроном, математик, фізик, педагог, доктор технічних наук
- Літтлтон Раймонд Артур (1911—1995) — англійський астроном
- Літтров Йозеф Йоганн (1781—1840) — австрійський астроном
- Лобачевський Микола Іванович
- Ловелл Персівал (1855—1916) — американський астроном
- Лок'єр Джозеф Норман (1836—1920) — англійський астроном
- Ломоносов Михайло Васильович
- Лоран Жозеф Жан П'єр — французький астроном
- Лундмарк Кнут Еміль (1889—1958) — шведський астроном
- Людендорф Фрідріх Вільгельм Ганс (1873—1941) — німецький астроном

## М
- Ван Маанен Адріан (1884—1946) — нідерландсько-американський астроном
- Маєр Тобіас Йоганн (1723—1762) — німецький астроном
- Маєр Християн (1719—1783) — німецький астроном
- Мак-Келлар Ендрю (1910—1960) — канадський астроном
- Мак-Крі Вільям Гантер (1904—1999) — англійський астроном і математик
- Мак-Лафлін Дін Бенджамін (1901—1965) — американський астроном
- Максутов Дмитро Дмитрович (1896—1964) — радянський вчений, фахівець у галузі астрономічної оптики
- Марій Симон (1573—1624) — німецький астроном
- Маркарян Веніамін Егішевич (1913—1985) — вірменський радянський астроном
- Марков Олександр Володимирович (1897—1968) — радянський астроном
- Маров Михайло Якович (*1933) — радянський астроном
- Марсден Браян Джеффрі (*1937) — англо-американський астроном
- Мартинов Дмитро Якович (1906—1989) — радянський астроном
- Масевич Алла Генріхівна (1918—2008) — радянський астроном і геодезист
- Маскелайн (Мескілін) Невіл (1732—1811) — англійський астроном
- Медлер Йоганн Генріх (1794—1874) — німецький астроном
- Мейолл Ніколас Ульріх (1906—1993) — американський астроном
- Мелькіор Поль (1925—2004) — бельгійський астроном
- Мельников Олег Олександрович (1912—1982) — радянський астроном
- Мензел Дональд Говард (1901—1976) — американський астроном
- Меррілл Пол Віллард (1887—1961) — американський астроном
- Мессьє Шарль (1730—1817) — французький астроном
- Метон Афінський (460 до н. е. — рік смерті невідомий) — давньогрецький астроном і математик
- Миланкович Милутин (1879—1958) — сербський інженер, кліматолог, геофізик, астроном і математик
- Михайлов Олександр Олександрович (1888—1983) — російський астроном і гравіметрист
- Міллс Бернард Ярнтон (*1920) — австралійський астроном
- Мілн Едвард Артур (1896—1950)) — англійський астроном і математик
- Мінковський Рудольф Лео Бернард (1895—1976) — німецько-американський астроном
- Міннарт Марсел Гіллес Йозеф (1893—1970) — бельгійський і голландський астроном
- Моїсєєв Микола Дмитрович (1902—1955) — радянський астроном
- Молоденський Михайло Сергійович (1909—1991) — радянський геофізик, геодезист і гравіметрист
- Морган Вільям Вілсон (1906—1994) — американський астроном
- Морі Антонія Каетана (1866—1952) — американський астроном, орнітолог і натураліст
- Мопертюї П'єр Луї(1698—1759) — французький астроном та геодезист.
- Мороз Василь Іванович (р1931-2004) — радянський і російський астроном
- Морозов Микола Олександрович (1854—1946) — російський революційний народник, учений, письменник
- Мультон Форест Рей (1872 −1952) — американський астроном
- Мур-Сіттерлі Шарлотта Емма (1898—1990) — американський астрофізик
- Мустель Евальд Рудольфович (1911—1988) — радянський астроном

## Н
- Наан Густав Йоганнович (1919—1994) — радянський естонський філософ, фізик і космолог
- Немиро Андрій Антонович (1909—1995) — радянський астроном
- Неуймін Григорій Миколайович (1886—1946) — радянський астроном
- Нефедьєв Анатолій Олексійович (1910—1976) — радянський астроном
- Нікольський Геннадій Михайлович (1929—1982) — радянський астроном
- Ніколсон Сет Барнз (1891—1963) — американський астроном
- Ніконов Володимир Борисович (1905—1987) — радянський астроном
- Новиков Ігор Дмитрович (1935) — радянський російський астрофізик-теоретик і космолог
- Новопашенний Борис Володимирович (1891—1975) — радянський український астроном-астрометрист
- Нумеров Борис Васильович (1891—1941) — радянський російський астроном
- Ньюкомб Саймон (1835—1909) — американський астроном, математик і економіст
- Ньютон Ісаак (1643—1727) — англійський фізик, математик, механік, оптик і астроном
- Нюрен Магнус (1837—1921) — шведський і російський астроном

## О
- Огородников Кирило Федорович (1900—1985) — радянський астроном
- Ольберс Генріх Вільгельм (1753—1840) — німецький астроном
- Омаров Тукен Бігалійович ((*1935) — радянський і казахський астроном
- Оорт Ян Гендрик (1900—1992) — нідерландський астроном
- Оппольцер Теодор (1841—1886) — австрійський астроном, геодезист і гравіметрист
- Орлов Олександр Якович (1880—1954) — український радянський астроном
- Орлов Сергій Володимирович (1880—1958) — російський і радянський астроном
- Осіпов Олександр Кузьмович (1920—2004) — радянський астроном
- Отерма Люсі (1915—2001) — фінський астроном

## П
- Павлов Микола Никифорович (1902—1985) — радянський астроном
- Паліза Йоганн (1848—1925) — австрійський астроном
- Паннекук Антон (1873—1960) — нідерландський астроном і теоретик марксизму
- Папалексі Микола Дмитрович (1880—1947) — фізик, основоположник радянської радіоастрономії
- Паренаго Павло Петрович (1906—1960) — радянський астроном
- Парійський Микола Миколайович (1900—1996) — радянський геофізик і астроном
- Парійський Юрій Миколайович (1932) — радянський радіоастроном
- Паркер Юджин Ньюмен (* 1927) — американський астрофізик
- Парсонс Вільям, третій лорд Росс (1800—1867) — ірландський астроном
- Пейн-Гапошкіна Сесілія Геліна (1900—1979) — американський астроном
- Пекер Жан-Клод (1923—2020) — французький астроном
- Пензіас Арно Елан (*1933) — американський астрофізик, нобелівський лауреат з фізики (1978) за виявлення реліктового випромінювання
- Перевощиков Дмитро Матвійович (1788—1880) — російський астроном і математик
- Перек Любош (1919—2020) — чеський астроном
- Перепьолкін Євген Якович (1906—1938) — радянський астроном
- Перрайн Чарлз Діллон (1867—1951) — американо-аргентинський астроном
- Петерс Християн Август Фрідріх (1806—1880) — німецький астроном і геоднзист
- Петрі Роберт Метвен (1906—1966) — канадський астроном
- Петров Борис Миколайович (1913—1980) — радянський вчений у галузі автоматичного управління
- Петтіт Едісон (1889—1962) — американський астроном
- Піацці Джузеппе (1746—1826) — італійський астроном
- Піґотт Едвард (1753 −1825) — англійський астроном
- Піз Френсіс Ґледгейм (1881—1938) — американський астроном
- Пікар Жан (1620—1682) — французький астроном
- Пікельнер Соломон Борисович
- Пікерінг Вільям Гейвард (1910—2004) — американський фізик і астроном новозеландського походження, конструктор міжпланетних станцій
- Пікерінг Вільям Генрі (1858—1938) — американський астроном, ьрат Едварда Чарлза
- Пікерінг Едвард Чарлз (1846—1919) — американський астроном, брат Вільяма Генрі
- Піфагор Самосський — давньогрецький філософ
- Пласкетт Джон Стенлі (1865—1941) — канадський астроном
- Пласкетт Гаррі Гемлі (1893—1980) — канадсько-британський астроном, син Джона Стенлі Пласкетта
- Платон (427 до н. е. — 347 або 348 до н. е.) — давньогрецький мислитель
- Почобут-Одляницький Мартин (1728—1810) — білоруський і литовський просвітник, астроном, математик, ректор Головної Віленськой школи (1780—1803).
- Поґсон Норман Роберт (1829—1891) — англійський астроном
- Подобєд Володимир Володимирович (1918—1992) — радянський астроном
- Позі Джозеф Лейд (1908—1962) — австралійський інженер, радіофізик і радіоастроном
- Пономарьов Микола Георгійович (1900—1942) — радянський оптик, конструктор астрономічних інструментів
- Прейпич Микола Христофорович (1896—1946) — радянський астроном-метролог
- Птолемей Клавдій (близько 87 — 165) — давньогрецький вчений (математик, астроном, географ, астролог)
- Пуанкаре Анрі (1854—1912) — французький математик, фізик, філософ і теоретик науки
- Пурбах Георг (1423—1461) — австрійський астроном і математик

## Р
- Райл Мартін (1918—1984) — британський радіоастроном, нобелівський лауреат з фізики (1974)
- Райт Вільям Геммонд (1871—1959) — американський астроном
- Расселл Генрі Норріс (1877—1957) — американський астрофізик
- Ребер Ґроут (1911—2002) — американський радіоінженер, один з засновників радіоастрономії
- Реґіомонтан (справжнє ім'я Йоганн Мюллер, 1436—1476) — німецький астроном і математик
- Редмен Родерик Олівер (1905—1975) — англійський астроном
- Ренц Франц Францевич (1860—1942) — російський астроном
- Ремер Оле Крістенсен (1644—1710) — данський астроном, перший виміряв швидкість світла
- Рибка Еугеніуш (1898—1988) — польський астроном
- Рігіні Гульєльмо (1908—1978) — італійський астроном
- Рійвес Володимир Густавович (1916—1978) — естонський і радянський астроном
- Ріхтер Ніколаус Беньямин (1910—1980) — німецький астроном
- Річі Джордж Вілліс (1864—1945) — американський астроном і конструктор телескопів
- Річчолі Джованні Баттиста (1598—1671) — італійський астроном
- Таавет Роотсмяе (1885—1959) — естонський і радянський астроном
- Росселанд Свен (1894—1985) — норвезький астрофізик
- Рош Едуард Альбер (1820—1883) — французький астроном і математик
- Румовський Степан Якович (1734—1812) — російський астроном і математик
- Русин Мартин (1422—1453) — засновник кафедри астрономії Краківського університету та наукової школи, з якої вийшов Микола Коперник.

## С
- Сааде Хорхе (1915—1988) — аргентинський астроном
- Саакян Гурген Серобович (1913—2000) — радянський вірменський астрофізик
- Савич Олексій Миколайович (1810—1883) — астроном, геодезист і математик
- Саган Карл Едвард (1934—1996) — американський астроном і популяризатор науки
- Сагдєєв Роальд Зіннурович (1932) — російський фізик і астрофізик
- Самойлова-Яхонтова Наталія Сергіївна (1896—1994) — радянський астроном
- Сафронов Віктор Сергійович (1917—1999) — радянський астроном
- Саха Мегнад (1893—1956) — індійський фізик і астроном
- Сведенборг Еммануїл (1688—1772) — шведський учений-природознавець і теософ
- Свінгс Поль (1906—1983) — бельгійський астроном
- Сєверний Андрій Борисович (1913—1987) — радянський астроном
- Сейферт Карл Кінан (1911—1960) — американський астроном
- Секкі Анджело (1818—1878) — італійський священик і астроном
- Семенов Леонід Іванович (1878—1965) — український радянський астроном
- Семенов Федір Олексійович (1794—1860) — російський астроном-аматор
- Сендідж Аллан Рекс (1926—2010) — американський астроном
- Сірс Фредерик Генлі (1873—1964) — американський астроном
- Сикора Йозеф (1870—1944) — російський і чеський астроном
- Симонов Іван Михайлович (1794—1855) — російський астроном
- Сироватський Сергій Іванович (1925—1979) — радянський фізик і астрофізик
- Ситинська Надія Миколаївна (1906—1974) — радянський астроном
- Скіапареллі Джованні (1835—1910) — італійський астроном
- Славенас Паулюс Вінцович (Павло Викентійович) (1901—1991) — литовський та радянський астроном
- Слайфер Весто Мелвін (1875—1969) — американський астроном
- Слонім Юдиф Мойсеївна
- Смирнова Тамара Михайлівна (1918—2001) — український астороном
- Снядецький Ян (1756—1830) — польський вчений-енциклопедист, астроном, математик, філософ
- Соболєв Віктор Вікторович (1915—1999) — радянський астрофізик
- Спітцер Лайман (1914—1997) — американський астроном і фізик
- Стаффорд Томас (1930) — американський астронавт
- Стеббінс Джоуел (1878—1966) — американський астроном, основоположник фотоелектричної астрофотометрії
- Степанов Володимир Євгенович (1913—1986) — радянський астрофізик
- Стефан Едуард Жан Марі (1837—1923) — французький астроном
- Стешенко Микола Володимирович (*1927) — український астрофізик
- Стойко Микола Михайлович (1894—1976) — українсько-французький астроном
- Стремгрен Бенгт Георг Данієль (1908—1987) — данський астроном
- Струве Василь Якович (1793—1864) — російський астроном і геодезист
- Струве Герман Оттович (1854—1920) — російський та німецький астроном
- Струве Людвіг Оттович (1858—1910) — російський астроном
- Струве Отто (1897—1963) — американський астроном, історик астрономії, педагог
- Струве Отто Васильович (1819—1905) — російський астроном
- Стренд Кай (1907—2000) — данський та американський астроном
- Стреттон Фредерик Джон Мерріан (1881—1960) — англійський астроном
- Субботін Михайло Федорович (1893—1966) — радянський астроном
- Султанов Гаджибек Фараджуллайович (1921—2008) — радянський і азербайджанський астроном
- Сюняєв Рашид Алійович (*1943) — радянський і російський астрофізик

## Т
- Таузі Річард (1908—1997) — американський оптик і астроном
- Темпель Ернст Вільгельм (1821—1889) — німецький астроном і художник-графік
- Тернер Герберт Холл (1861—1930) — англійський астроном
- Тихов Гавриїл Адріанович (1875—1960) — радянський астроном
- Тіссеран Франсуа Фелікс (1845—1896) — французький астроном
- Тіциус Йоганн Даніель (1729—1796) — німецький астроном, фізик і біолог
- Томбо Клайд Вільям (1906—1997) — американський астроном
- Троїцький Всеволод Сергійович (1913—1996) — радянський радіофізик і радіоастроном
- Трюмплер Роберт Джуліус (1886—1956) — швейцарський та американський астроном
- Текері Ендрю Дейвід (1910—1978) — південноафриканський астроном

## У
- Унзельд Альбрехт Отто Йоганнес (1905—1995) — німецький астрофізик
- Улугбек (1394—1449) — узбецький астроном і математик

## Ф
- Фабрицій Давид (1564—1617) — німецький пастор і астроном
- Фабріціус Василь Іванович (1845—1895) — фінський, український, російський астроном
- Фабрі де Пейреск Ніколя-Клод (1580—1637) — французький письменник, автор багатьох творів з нумізматики, антикварної справи, природної історії, філології, астрономії.
- Фай Ерве Огюст (1814—1902) — французький астроном
- Фалес Мілетський
- Фальковський Іван Акимович, чернече ім'я Іриней (1762—1823) — український письменник, історик, математик, географ, астроном, ректор Києво-Могилянської академії, єпископ
- Фаулер Альфред (1868—1940) — англійський астроном
- Фаулер Вільям Альфред (1911—1995) — американський фізик і астрофізик, нобелівський лауреат з фізики 1983 року
- Федоренко Іван Іванович (1827—1888) — український та російський астроном
- Федоров Василь Федорович (1802—1855) — російський астроном
- Федоров Євген Павлович (1909—1986) — радянський український астроном
- Ференбак Шарль Макс (1914—2008) — французький астроном
- Фесенков Василь Григорович (1889—1972) — радянський астроном
- Фламмаріон Ніколя Каміль (1842—1925) — французький астроном і письменник
- Флоря Микола Федорович (1912—1941) — радянський астроном
- Флемстид Джон (1646—1719) — англійський астроном
- Фоґель Герман Карл (1841—1907) — німецький астроном
- Фоґель Роберт Пилипович (1859—1920) — астроном родом зі Ржищева на Київщині
- Франк-Каменецький Давид Альбертович (1910—1970) — радянський фізик і астрофізик
- Фраунгофер Йозеф (1787—1826) — німецький фізик і оптик
- Фрідман Олександр Олександрович (1888—1925) — російський і радянський математик, фізик і геофізик, творець теорії нестаціонарного Всесвіту
- Фрідман Герберт (1916—2000) — американський астроном
- Фріке Вальтер Ернст (1915—1988) — німецький астроном
- Фуко Жан Бернар Леон (1819—1868) — французький фізик і астроном

## Х
- Хабібуллін Шаукат Таїпович (1915—1996) — радянський астроном
- Хаґіхара Юсуке (1897—1979) — японський астроном
- Хайкін Семен Еммануїлович
- Хандриков Митрофан Федорович (1837—1915) — російський астроном і геодезист
- Харадзе Євген Кирилович (1907—2001) — радянський грузинський астроном
- Хіраяма Кійоцуґу (1874—1943) — японський астроном
- Хладни Ернст Флоренс Фрідрих (1756—1827) — німецький фізик та дослідник метеоритів
- Холл Асаф (1829—1907) — американський астроном, відкрив супутники Марса
- Холопов Павло Миколайович (1922—1988) — радянський астроном
- Хорезмі (близько 780 — близько 850) — великий перський математик, географ, історик та астроном

## Ц
- Цандер Фрідрих Артурович (1887—1933) — радянський піонер ракетної техніки і космонавтики
- Цвіккі Фріц (1898—1974) — американський астроном швейцарського походження
- фон Цейпель Едвард Гуґо (1873—1959) — шведський астроном
- Целльнер Йоганн Карл Фрідріх (1834—1882) — німецький астроном
- Цераська Лідія Петрівна (1855—1931) — російський астроном
- Цераський Вітольд Карлович (1849—1925) — російський астроном
- Цесевич Володимир Платонович (1907—1983) — астроном родом з Києва
- Цзу Чунчжи (429—500) — китайський вчений, математик, астроном, інженер, механік, письменник
- Циммерман Микола Володимирович (1890—1942) — радянський астроном
- Цингер Микола Якович (1842—1918) — російський астроном, геодезист і картограф
- Ціолковський Костянтин Едуардович (1857—1935) — вчений-теоретик, засновник сучасної космонавтики

## Ч
- Чандлер Сет Карло (1846—1913) — американський астроном
- Чандрасекар Субраманьян (1910—1995) — індійський астрофізик, нобелівський лауреат
- Чеботарьов Гліб Олександрович (1913—1975) — радянський астроном
- Ченакал Валентин Лукич (1914—1977) — радянський історик науки
- Черних Людмила Іванівна (1935 —) — український астроном
- Черних Микола Степанович (1931—2004) — український астроном
- Чжан Хен (78-139) — китайський вчений, астроном, географ, картограф, поет
- Чикін Олександр Андрійович (1865—1924) — російський оптик, художник, мандрівник
- Чорний Сергій Данилович (1874—1956) — український астроном
- Чурюмов Клим Іванович (1937—2016) — український астроном і дитячий письменник

## Ш
- Шайн Григорій Абрамович (1892—1956) — астроном, астрофізик, фахівець з спектроскопії
- Шалонж Данієль (1895—1977) — французький астроном
- Шапошников Володимир Григорович (1905—1942) — радянський астроном
- Шарлуа Огюст (1864—1910) — французький астроном
- Шарльє Карл Вільгельм (1862—1934) — шведський астроном
- Шаронов Всеволод Васильович (1901—1964) — радянський астроном
- Шварцшильд Карл (1873—1916) — німецький астроном та фізик
- Шварцшильд Мартин (1912—1997) — американський астроном, син Карла Шварцшильда
- Швассман Арнольд (1870—1964) — німецький астроном
- Швейцер Каспар Ґоттфрід (Богдан Якович) (1816—1873) — швейцарський російський астроном
- де Шезо Жан Філіп (фр. Jean Phillippe Loys de Chéseaux, 1718—1751) — швейцарський астроном та фізик
- Шейнер Христоф (1575—1650) — німецький астроном
- Шеплі Гарлоу (1885—1972) — американський астроном
- Шидловський Андрій Петрович (1818—1892) — астроном і геодезист
- Ширакаці Ананія — вірменський вчений 7 століття
- Шкловський Йосип Самуїлович (1916—1985) — радянський астрофізик
- Шлезінгер Френк (1871—1943) — американський астроном
- Шмідт Бернгард (1879—1935) — естонський оптик, винахідник оптичної схеми дзеркально-лінзового телескопа, вільного від більшості аберацій
- Шмідт Йоганн Фрідрих Юліус (1825—1884) — німецький астроном і геофізик
- Шмідт Мартен (1929) — нідерландський та американський астроном
- Шмідт Отто Юлійович (1891—1956) — радянський математик, астроном, геофізик, дослідник Арктики
- Штейнс Карл Августович (Карліс Штейнс; 1911—1983) — латвійський та радянський астроном
- Штернберг Павло Карлович (1865—1920) — російський астроном і революційний діяч
- фон Штернек Роберт Даублебски (1839—1910) — австрійський і чеський геодезист, астроном і гравіметрист.
- Шуберт Федір Іванович (Фрідрих Теодор) (1758—1825) — німецько-російський математик, астроном, геодезист і популяризатор науки
- Шульман Леонід (1936—2007) — видатний український та радянський астрофізик

## Щ
- Щеглов Володимир Петрович (1904—1985) — радянський астроном

## Ю
- Юнг Чарлз Огастес (1834—1908) — американський астроном

## Я
- Яковкін Авенір Олександрович (1887—1974) — астроном родом з Башкирії, член-кореспондент АН УРСР
- Яцків Ярослав Степанович (1940 —) — радянський та український астроном і геодезист

### Астрономічні нагороди
- Медаль Еддінгтона
- Золота медаль Лондонського королівського астрономічного товариства
- Медаль Кетрін Брюс
- Медаль Коплі
- Премія Лаланда

### Додатково
- Список математиків
- Список фізиків